# 京夜蛾属
京夜蛾属（学名：Jingia）是夜蛾科下的一个属。

## 下属物种
本属包括以下物种：
- 京夜蛾 Jingia vestigialis Chen, 1983